# Mapledurwell
Mapledurwell är en by i civil parish Mapledurwell and Up Nately, i distriktet Basingstoke and Deane, i grevskapet Hampshire i England. Byn är belägen 5 km från Basingstoke. Mapledurwell var en civil parish fram till 1932 när blev den en del av Mapledurwell & Up Nately. Civil parish hade 182 invånare år 1931. Byn nämndes i Domedagsboken (Domesday Book) år 1086, och kallades då Mapledruwelle.